# Kjell-Åke Bjärming
Kjell-Åke Bjärming, född 20 juni 1934 i Malmö var rektor vid Kulturskolan i Lund (som under den största delen av hans ledarskap hette Lunds kommunala musikskola) och mellan åren 1966 och 2000 dirigent för Lunds Stadsorkester, som under den perioden uppförde 386 verk. Med stort engagemang utvecklade han Lunds musikliv, inte minst inom ramen för Nordiska Ungdomsorkestern.
Kjell-Åke Bjärming erhöll 1998 utmärkelsen Lachmannska priset för främjande av skandinaviskt samarbete och är också vad som i folkmun brukar benämnas som: "en hejare" på att berätta historier.
Hans farbror var ju berättaren och spelmannen Assar Bengtsson som också fick honom att spela fiol när han hade slutat skolan. Hans pappa Julius, namnet taget från musikprofessorn Julius Röntgen i Amsterdam, där hans farmor jobbade som barnflicka och piga, ville att han skulle bli bagare, precis som sin far och farfar. Men, musiken tog över. 